# Tabaka

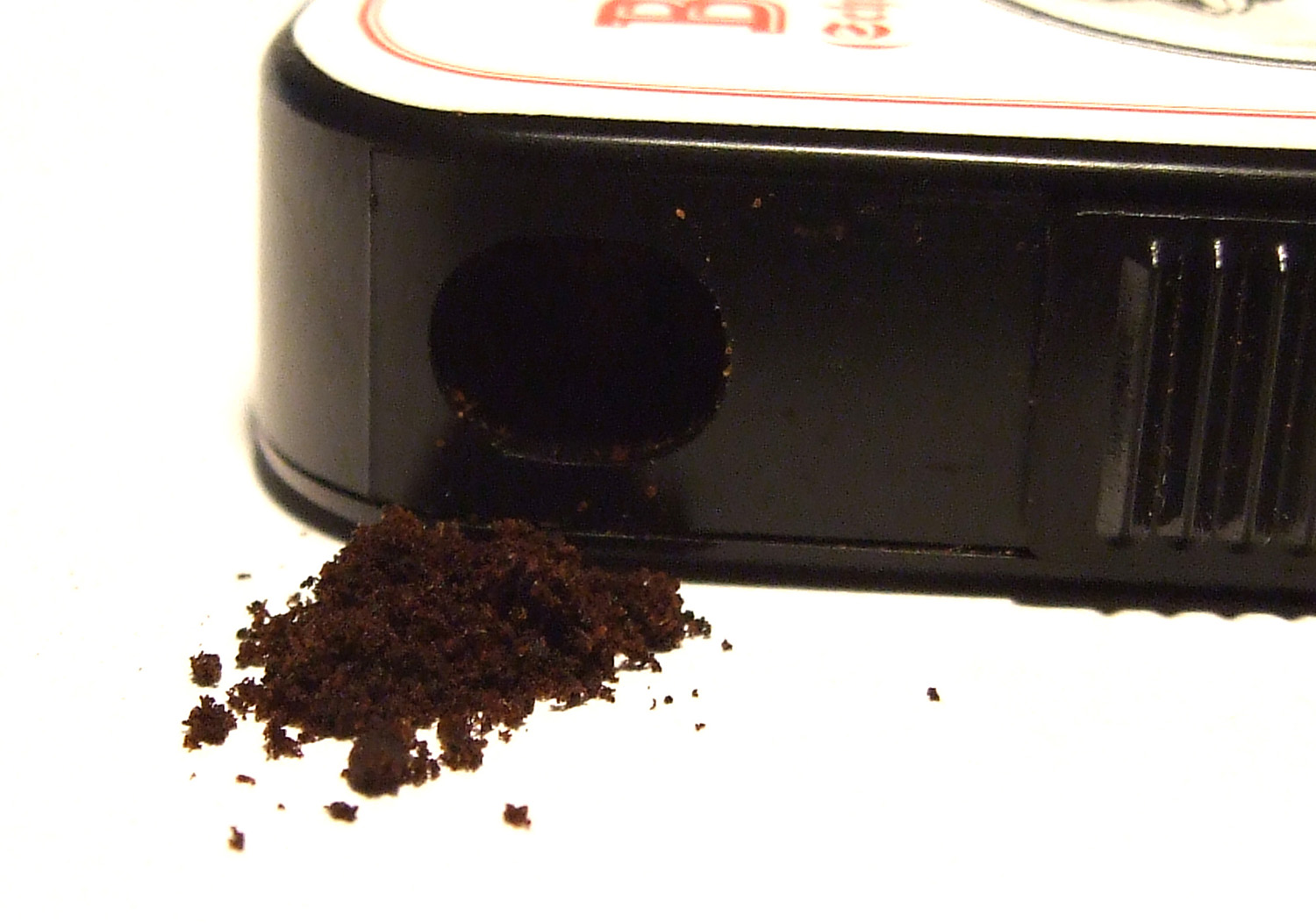
Tabaka

Tabaka – sproszkowany tytoń, często wzbogacany kompozycjami aromatyzującymi, przeznaczony do zażywania przez nos. W odróżnieniu od papierosów, nikotyna wchłaniana jest nie przez płuca, ale przez śluzówkę nosa. Często tabaką niewłaściwie nazywane są tytonie do żucia lub ssania (snus). Osoba zażywająca tabakę to tabaczarz lub tabacznik.

## Historia
Zażywanie tabaki było praktykowane przez Indian obu Ameryk na długo przed przybyciem pierwszych Europejczyków na ich ziemie. Pierwsza europejska wzmianka pochodzi z roku 1497, z książki De Insularium Ritibus autorstwa zakonnika Romana Pane, który towarzyszył Kolumbowi podczas drugiej wyprawy. W czasie swojego pobytu na Hispanioli zauważył, że Indianie Taino inhalowali do nosa zmielony na proszek tytoń przez rozwidloną rurkę w kształcie litery Y.
Roślina tytoniu została przywieziona do Europy przez żeglarzy hiszpańskich i portugalskich. W Lizbonie w połowie XVI wieku tabaka była używana w medycynie przez lekarzy, którzy wierzyli, że zioło może wyleczyć zarówno kiłę, jak i raka. Uprawiali oni tytoń w swoich ogrodach i robili swoje własne tabaki. Jean Nicot, francuski ambasador w Lizbonie zaprzyjaźniony z jednym z portugalskich uczonych i botaników, zdobył od niego sławne ziele i próbkę tabaki, którą to następnie przesłał na francuski dwór królewski. Odbiorczynią zmielonego na pył tytoniu była królowa Francji, Katarzyna Medycejska, która cierpiała na chroniczną migrenę. Tabaka okazała się być dla niej niezawodnym lekarstwem i postanowiła nazwać otrzymaną roślinę „Herba Regina” (zioło królowej). Królowa nadała temu proszkowi bardzo wysoką pozycję społeczną, przez co w błyskawicznym tempie praktyka zażywania tabaki znalazła swoje miejsce na innych europejskich dworach.
Podczas wygnania, we Francji, tabakę odkrył król Karol II Stuart. Po powrocie w 1660 roku do Londynu przedstawił ją angielskiej arystokracji, co wkrótce doprowadziło do jej popularyzacji na Wyspach Brytyjskich. Tabaka stała się arystokratyczną formą używania tytoniu, zastępując powszechną praktykę palenia go.
W XVII i XVIII wieku w całej Europie dochodziło do wielu zakazów jej używania. Car Michał I zarządził, że osoby złapane na zażywaniu tabaki powinny być chłostane za pierwszym razem, gdy zostały przyłapane na przestępstwie, za drugim mają mieć obcinane nosy, zaś za trzecim miało dochodzić do egzekucji. W tym samym czasie we Florencji papież Urban VIII zarządził, że każdy uznany za winnego zażywania tabaki w kościele powinien być ekskomunikowany, ponieważ wierzył, że doprowadzanie organizmu do kichania zbyt przypominało seksualną ekstazę.
Wiek XVIII został szumnie przez wielu historyków nazwany „wiekiem tabaki”, ze względu na ogromną popularność tego wyrobu na świecie – porównywalną do palenia tytoniu w dzisiejszych czasach. Stało się to przez zdarzenie mające miejsce w 1702 roku, w którym to tabaka po raz pierwszy mogła być dostępna dla całej populacji. Angielska marynarka wojenna, u wybrzeży hiszpańskiego miasta Vigo, schwytała kilka tamtejszych statków. Hiszpańscy marynarze zostali „wykupieni” właśnie za tabakę. Wkrótce po powrocie do Anglii tamtejsi marynarze zaczęli przedstawiać tabakę portom i przybrzeżnym miastom Anglii.
W wieku XVIII była zażywana powszechnie: czynili tak monarchowie, artyści, uczeni. Królowa Charlotte, żona króla Jerzego III, była tak zafascynowana tabaką, że wkrótce otrzymała przezwisko „Charlotte Snuffy”. Jej syn, Jerzy IV, również uwielbiał tabakowy proszek. Zażywał odpowiedni rodzaj tabaki, w zależności od pory dnia. Napoleon Bonaparte był znany z tego, że zażywał bardzo dużo i bardzo często.
Mimo swojej długotrwałej dominacji na rynku produktów tytoniowych tabaka musiała ustąpić miejsca wyrobom dymnym na początku dziewiętnastego wieku. Przyczyną tego była epidemia cholery, na którą to lekarstwem (zgodnie z zaleceniami lekarzy) miał być dym tytoniowy.
Tabaka zdołała jednak głęboko zakorzenić się w kulturze wielu państw i narodów świata m.in. Zulusów, Mongołów, Szkotów, Bawarczyków, Kaszubów oraz mieszkańców Angoli i Nigerii.

## Historia tabaki w Polsce

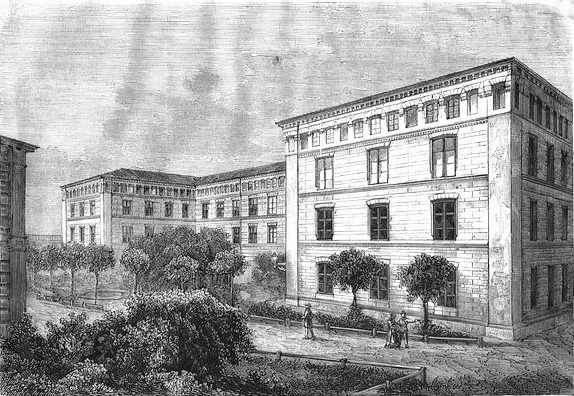
Fabryka tabaczna Union

Moda na zażywanie tabaki zawitała do Polski na początku siedemnastego wieku prawdopodobnie z Francji, stąd też nazwa proszku tytoniowego (fr. tabac-a-priser). Początkowo była ona popularyzowana wśród społeczności chłopskiej i mieszczańskiej przez handlarzy z Niemiec, Szkocji i Włoch.
Około roku 1620 młodzież polska rzuciła się do palenia i zażywania tabaki, o czym można przeczytać w kazaniu Birkowskiego do uczniów krakowskich.
Jakub I, król angielski, napisał dzieło Misokapnos (1619) przeciwko używaniu tytoniu i tabaki, wysyłając egzemplarz do króla Zygmunta III. Jezuici polscy – w celu wyśmiania Jakuba I – napisali odpowiedź pod tytułem Antimisokapnos, w której to stwierdzili, że tabaka nie może zaszkodzić zdrowiu, a z religijnego punktu widzenia jej zażywanie nie stanowi grzechu.
O tabace opowiada Jakub Haur za czasów Jana III Sobieskiego:

Gęsto tych czasów, y dość ustawicznie, różnego stanu ludzie zażywać chwycili się tabaki, czyli proszku francuzkiego do nosa; nawet też i damy tego wieku zażywają, który ten czyni i sprawuje skutek, że zbytnie wyciąga z głowy wilgotności, nawet humidum radicale znacznie z człowieka wysusza.

Od czasów saskich datuje się rzemieślnicza produkcja tabaki w Polsce.
Dnia 17 VII 1704 przywilej na produkcję tabaki otrzymał magistrat Sandomierza od Augusta II, podczas jego wizyty w tym mieście, co zapoczątkowało powstaniem pierwszej fabryki tabaki w Polsce.
Między ok. 1750–1775 rynek tabaczny był wolny od monopolu. W Opisie obyczajów za panowania Augusta III Jędrzeja Kitowicza dowiadujemy się o osiemnastowiecznych włoskich producentach tabaki z Warszawy – Syrakuzanie, Bizestim i braciach Fontana.
Tabaka od 1776 r. zaczęła stanowić dochód skarbowy przez zaprowadzenie monopolu na fabryki tabaczne. Rząd zawarł wtedy kontrakt na 6 lat ze spółką Dekert, Rafałowicz i Blank, która zobowiązała się sama sprowadzać materiał i zakładać fabryki tytoniu i tabaki, a także stworzyć ogólnokrajową sieć magazynów. Wytwarzaniem tabaki zajęto się w Poznaniu, Warszawie, Korcu i Kielcach.
W Królestwie Polskim pod zaborem rosyjskim od roku 1816 zaczął funkcjonować nowy monopol tytoniowy. Dzierżawcami byli m.in. Leon Newachowicz i Leopold Kronenberg, a fabryki ulokowano w Powązkach pod Warszawą (przeniesiona potem do Sielc), Krośniewicach, Lublinie, Augustowie i Działoszynie. Monopol został zniesiony w 1861 r., co przyczyniło się do powstania na wolnym rynku warszawskiej fabryki Union, czy działalności w Lublinie żydowskiego fabrykanta Krasuckiego.
Ziemie polskie znajdujące się pod zaborem austriackim znalazły się w obrębie monopolu należącego do Austrii. W zaborze pruskim istniał wolny rynek, w którym to funkcjonowali tacy fabrykanci jak Goldfarb (Starogard) czy G.A.Schleh (Poznań).
Po odzyskaniu przez Polskę niepodległości fabrykacją tabaki zajął się Polski Monopol Tytoniowy, który produkował kilka jej gatunków: Napoleonkę, Virgińską jasną, Virgińską ciemną, Zdrowia, Pomorską jasną i Pomorską Ciemną, Mazurską i Gdańską. W okresie PRL pozostały tylko dwie ostatnie, pierwotnie wytwarzane w Fabryce Tytoniu i Tabaki w Raciborzu, a następnie przeniesione do Wytwórni Wyrobów Tytoniowych w Poznaniu.
W roku 1996 został wprowadzony zakaz produkcji i sprzedaży tabaki zgodnie z Ustawą o ochronie zdrowia przed następstwami używania tytoniu i wyrobów tytoniowych. Zakaz został zniesiony w 2000 r.
W Polsce tabaka odcisnęła swoje piętno, gdyż została zauważona przez poetę Adama Mickiewicza. W Panu Tadeuszu można bowiem znaleźć wiele scen, w których w centrum uwagi jest tabaka. Występuje w arii, w operze Stanisława Moniuszki Straszny Dwór. W Polsce tabaka jest szczególnie popularna na Pomorzu oraz na Śląsku (dawniej również na Warmii i w Wielkopolsce). Wśród Kaszubów jest tradycyjną używką, natomiast śląscy górnicy często zażywają ją w kopalniach celem oczyszczenia dróg oddechowych.

## Sposób zażywania

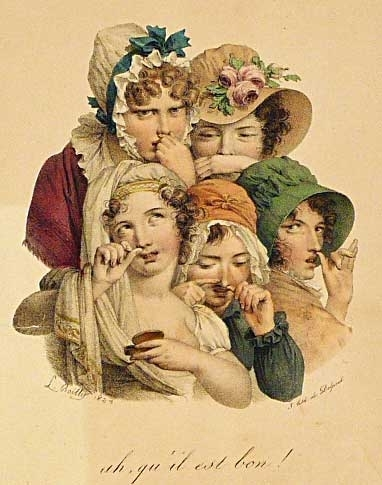
Francuski rysunek satyryczny z 1824 komentujący popularność tabaki wśród kobiet

W zależności od uwarunkowań kulturowych tabakę zażywa się w różnoraki sposób.
W Europie powstał specjalny savoir-vivre w celu umiejętnego korzystania z proszku tytoniowego, trzymania tabakierki czy odpowiedniej oprawy zażywania w zależności od okazji.
Najbardziej popularnymi sposobami są:
- zażycie z grzbietu dłoni z miejsca pomiędzy kciukiem, palcem wskazującym a nadgarstkiem,
- nasypanie tabaki w miejsce zwane tabakierką anatomiczną,
- wzięcie szczypty palcem wskazującym i kciukiem,
- skorzystanie ze specjalnie stworzonej do tego celu łyżeczki.

Wśród plemion indiańskich Ameryki Południowej czy ludów Tajlandii popularnym jest zażywanie tabaki za pomocą rurki.

## Akcesoria tabaczane

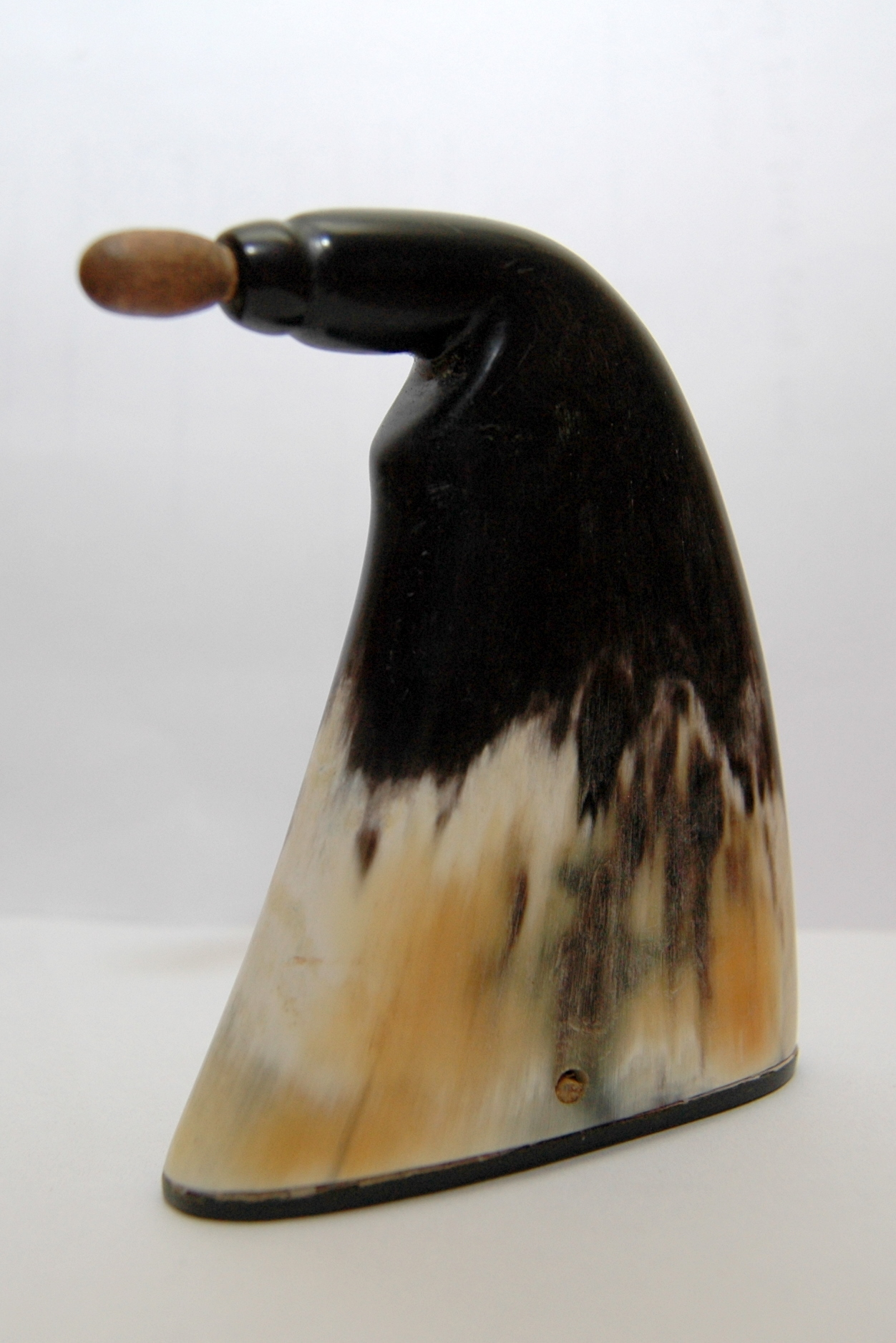
Kaszubski rożek tabaczny

- Tabakiera – pojemnik przeznaczony do przechowywania tabaki. Wykonywane z różnych materiałów, m.in.: drewna, rogów, metali, skóry, plastiku, macicy perłowej.

- Buteleczka do tabaki – uważana przez niektórych jako wymysł chińskiej kultury, jednak jest to również powszechnie stosowane naczynie przez niemieckich tabaczarzy. Chiński wariant jest wyjątkowo ozdobny i misternie wykonany z materiałów tj. jadeit, bursztyn, koral, cloisonné, szkło, nefryt, porcelana, kwarc, turkus, Niemiecka odmiana, najczęściej robiona jest z kolorowego szkła lub jako ceramika.
- Łyżeczka do tabaki – używane do przetransportowania tabaki z tabakierki prosto do nosa.
- Bawarska maszyna do zażywania tabaki (niem. Bayerische Schnupfmaschine) – tradycyjne urządzenie z mechanizmem katapultowym, używane w Bawarii.
- Tabaczna tarka – było to proste metalowe urządzenie do podręcznego mielenia, używane przez osoby, które wykonały własną tabakę karotową. Rzemieślnicy z Dieppe (Francja), europejskiej stolicy wyrobów z kości słoniowej, wykonywanali artystyczne tarki znane do dziś, zaś w Holandii i Niemczech, z taką samą gracją przygotowywano podobnej jakości wyroby ozdabiane drewnem.
- Tobacznik i denica – specjalnie wytworzone do celów wyrabiania własnej tabaki, długi kij oraz chropowata w środku misa.
- W kulturach pozaeuropejskich występują również rurki do zażywania. Indianie Ameryki Południowej używają rurek wykonanych z drewna, zaś w Tajlandii metalowych rurek w kształcie litery U. Dodatkowo u niektórych plemion afrykańskich tabakę przechowuje się w skórzanych woreczkach (u plemienia Bachapins zwanych sibbáta)[28].

## Święta
- Mistrzostwa Polski w Zażywaniu Tabaki (zwane również Chmieleńską Biesiadą z Tabaką albo „świętem tabaki”) – doroczny festyn organizowany w Chmielnie od roku 2003. W czasie jego trwania jury wybiera osobę, która zostanie mistrzem zażywania. Liczy się m.in. prezencja na scenie, ubiór oraz sposób zażycia proszku tytoniowego.
- Ogólnopolski Dzień Tabaki – święto obchodzone 17 lipca wśród tabaczarzy. Data związana jest z powstaniem pierwszej fabryki tabaki w Polsce[29].
- Nadbałtyckie Mistrzostwa w Tabaczeniu – festyn organizowany w latach 2006–2007 w Rewie, a następnie w 2008 we Władysławowie. Sposób wyboru mistrza w zażywaniu wyglądał podobnie jak w przypadku mistrzostw w Chmielnie.
- Dębogórskie Święto Tabaki – festyn organizowany od 2010 roku w Dębogórzu.
- Wybór króla tabaczników – w okresie międzywojennym w niektórych wsiach na Kaszubach wybierano tzw. króla tabaczników, czyli osobę, która sporządzi najmocniejszą tabakę. Przez cały rok, osoba z takim przywilejem, mogła jako jedyna w obrębie wsi sprzedawać innym tabakę[30].
- Muzyczna Biesiada z Kaszubską Tabaką – festyn organizowany od roku 2005. Wspólne zażywanie tabaki przy kaszubskiej muzyce.
- Międzynarodowe Mistrzostwa Tabaczne (niem. Schnupftabak-Weltmeisterschaft) – mistrzostwa organizowane w krajach niemieckojęzycznych (Niemczech, Austrii, Szwajcarii). W odróżnieniu od polskich mistrzostw, mistrza nie wybiera się przez jego prezencję, ale ilość zażytego proszku. Zawody polegają na zażyciu jak największej ilości bawarskiej tabaki (z otrzymanych wcześniej 5g), zwanej schmalzler, w ciągu jednej minuty.
- Mistrzostwa Szwajcarii w zażywaniu tabaki (niem. Schnupf-Schweizermeisterschaft) i Mistrzostwa Niemiec w zażywaniu tabaki (niem. Deutschen Schnupfmeisterschaft) – w podobnym tonie jak w przypadku międzynarodowych mistrzostw, organizuje się w Szwajcarii oraz w Niemczech turniej na najlepszego tabaczarza w kraju.
- Perlesreuter Schmalzlerfest – lokalny festyn organizowany w Perlesreut w Bawarii.
- The Snuffin – doroczne święto odbywające się w szkockim mieście Hawick. Jest to jedna z ceremonii związana z tradycją Common Riding, w której to mieszkańcy miasteczka „walczą” między sobą o tabakierkę[31].

## Rodzaje tabak
Podział gatunkowy tabaki jest w dużym stopniu uwarunkowany sposobem jej produkcji, po którym to powstają odpowiednie rodzaje.
Znane są cztery metody produkcji:
- Metoda karotowa – liście tytoniu zwija się w tzw. karotę i ściska za pomocą pras, i odkłada na kilka lat by fermentowały. Ze względu na czasochłonność produkcji, metoda ta obecnie wychodzi z użytku. Współcześnie tylko jedna firma produkuje tabaki karotowe, Molens de Kralingse z Rotterdamu. Przykładowe rodzaje: St. Omer.
- Metoda paryska – tytoń typu Virginia i Kentucky jest ubijany z solanką, następnie usypuje się z niego sterty, ważące po kilka cetnarów. Sterty umieszcza się w umiarkowanie chłodnych pomieszczeniach na kilka lat, aby przefermentowały. Po procesie fermentacji tytoń jest rozkruszany lub proszkowany przez specjalne maszyny ubijające, następnie jest przesiewany i ponownie zwilżany solanką. Dzięki tej metodzie otrzymujemy tak zwane „ciemne odmiany”. Przykładowe rodzaje: black rappee.
- Metoda pośpieszna – liście tytoniu, lub ich włókna są proszkowane w wysokoobrotowych dmuchawo-kruszarkach. Następnie tytoń przesiewa się i nawilża sosem solankowym. Później następuje proces błyskawicznej fermentacji, mający miejsce w ogrzewanych pomieszczeniach i trwający od 6 do 8 tygodni. Przefermentowany tytoń miesza się z wysokiej jakości solą kuchenną, w ilości 5–8% wagi tytoniu i odstawia na dość długi okres, aby dojrzał. Jest to najszerzej dziś stosowana metoda. Rodzaje tabak powstałe po tej metodzie to m.in.: S.P., medicated, high dry toast, sweet, scotch.
- Metoda „schmalzler” – liście tytoniu, przeważnie z Brazylii, są cięte i nawilżane cukrowymi sosami. Następnie poddawane są procesowi fermentacji w relatywnie wysokich temperaturach przez okres kilku miesięcy. Po wysuszeniu tytoń jest dokładnie mielony w specjalnych maszynach zwanych „mielącymi krzesłami” po czym jest przesiewany i nawilżany wysokiej jakości olejem. Dawniej do tego celu używano sklarowanego smalcu (stąd nazwa), natomiast sam tytoń brazylijski był produkowany w całości w Bawarii od około 1830 roku.

## Firmy produkujące tabakę
- Belgia: Sifaco

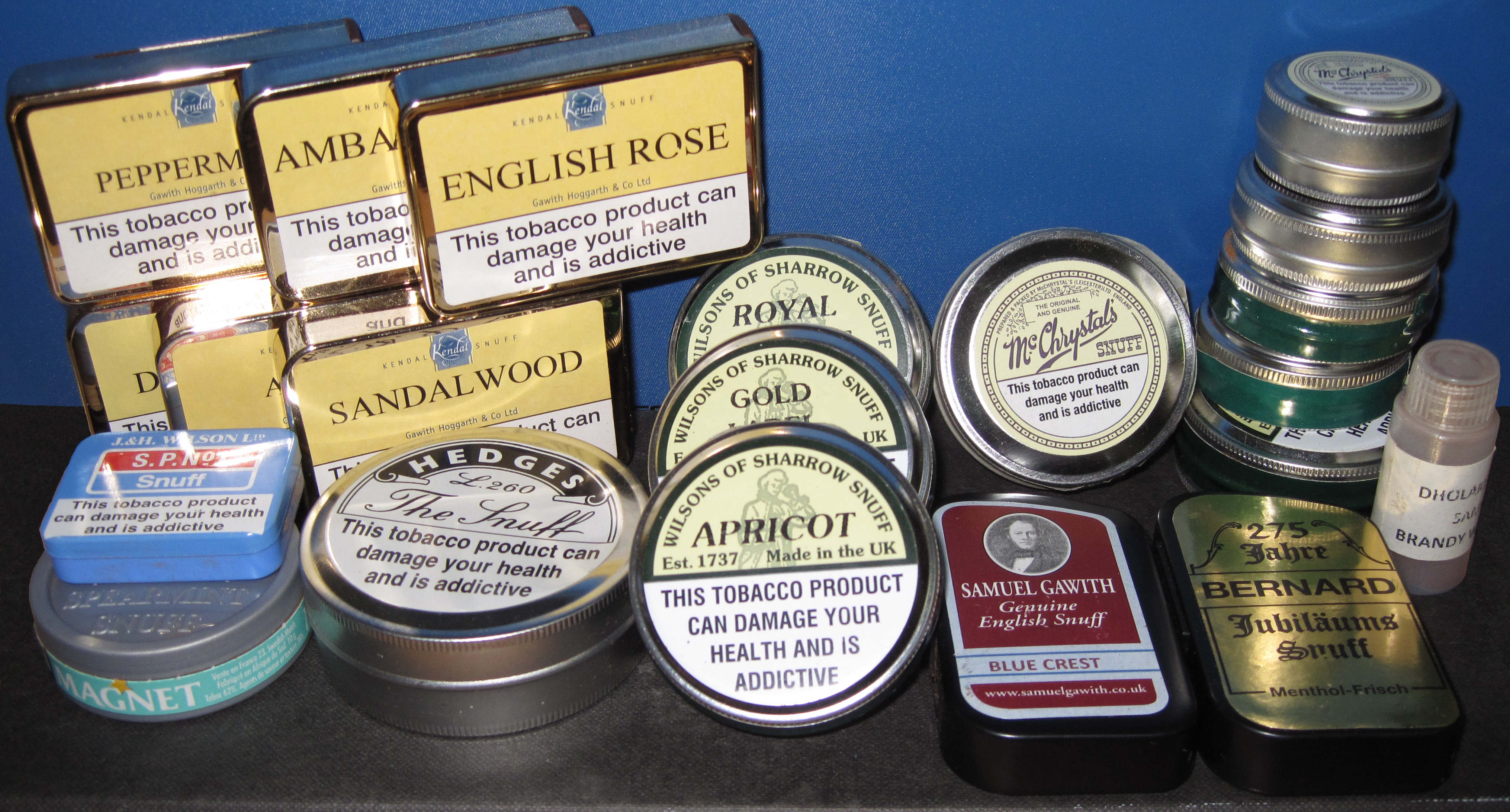
Różnorodność produktów tabacznych

- Brazylia: Fumo Paulistao Ltda., Henriques e Casarin Ltda
- Holandia: Molens de Kralingse
- Indie: Arora Products, Bishamber Das Charan Jeet Lal, Dholakia Tobacco, Jayaram Rathnakumar, Khetu Ram Bishamber Das, Kishore Tobacco Company, Lachhman Dass Amar Nath, M/S. Ranchhoddas Zinabhai Dholakia, Perumal Snuff Company, Pitamberdas Anandji Mehta, Rahmania Snuff Co., Sun Snuffs, UMA Makeshwari Madras Snuff Co., V.V. Vartak Company
- Islandia: ATVR
- Izrael: Oneg
- Niemcy: Bernard Tabak, Pöschl Tabak, J.H. von Eicken, Sternecker, Rosinski Schnupf
- Polska: Cygara i Tytoń, Paul Gotard, Synchro
- Portugalia: Fabrica de Tabaco Estrela
- RPA: M.L.P., Van Erkoms Tabakke
- Szwajcaria: A+S Tabak
- Szwecja: Atherthons, Swedish Match
- USA: American Snuff Company, Swisher, US Smokeless Tobacco
- Wielka Brytania: J&H Wilson, Jaxons, McChrystal’s, Mullins & Westley, Toque, Wilsons of Sharrow, Samuel Gawith, Gawith & Hoggarth

## Kwestie zdrowotne
Tabace, od początków jej istnienia w Europie, przypisywano właściwości lecznicze. Już w 1560 roku Jean Nicot (od którego nazwiska urobiono nazwę nikotyna) zaproponował Katarzynie Medycejskiej tabakę jako lek na uciążliwe bóle głowy, co zaowocowało uznaniem jej za panaceum. Ówcześni lekarze zalecali używanie tabaki jako lek na bóle zębów, katar, liszaje, obstrukcje, migreny, różnego rodzaju owrzodzenia, ślepotę, odmrożenia, podagrę, wady serca, wodogłowie, wodną puchlinę, karbunkuły, gnicie dziąseł, czy wściekłość macicy.
Z czasem zaczęły powstawać pierwsze naukowe traktaty dotyczące użytkowania tytoniu, a więc i tabaki, które odnosiły się niezwykle sceptycznie do „leczniczych” właściwości tej używki. Wystarczy wymienić: Work for Chimney sweepers – a warning for tobacconists z 1602 roku, Counterblast against tobacco z 1604 roku Jakuba I, Directions for health dr Williama Vaughna z 1617 roku, czy Via Recta ad Vitam Longam Whereunto is Annexed by the Same Author an Accurate Treatise Concerning Tobacco dr Tobiasa Vennera z roku 1650.
Dziś wiedza na temat wpływu tabaki na zdrowie człowieka jest znacznie większa. Tabaka jako wyrób tytoniowy (a więc zawierający nikotynę), bezdymny została zaliczona do używek o charakterze uzależniającym, tak więc zażywanie jej może prowadzić do nikotynizmu.
Zażywanie tabaki powoduje nowotwory trzustki, przełyku i szczęki.
Dane epidemiologiczne z ziem afrykańskich wskazują, że stosowanie własnoręcznie robionej zuluskiej tabaki z Republiki Południowej Afryki zwiększa ryzyko zachorowania na raka. Jest to w głównej mierze spowodowane dodawaniem do tytoniu aloesu, który jest odpowiedzialny za ten efekt. W 2003 roku WHO zainicjowała konwencję o ograniczeniu użycia tytoniu zaliczając do wyrobów objętych jej ograniczeniami wyroby całkowicie lub częściowo wytworzone z liści tytoniu jako surowca, wykonane w celu ich palenia, ssania, żucia lub wąchania.
Jednym z negatywnych skutków długotrwałego zażywania tabaki jest wysuszenie błony śluzowej nosa, co może prowadzić do jej podrażnień, a w skrajnych przypadkach do krwotoków i czasowych zaburzeń w jej funkcjonowaniu.

## Namiastki tabaki
Wszelkie sproszkowane wyroby zażywane drogą nosową, a nie posiadające w sobie żadnej substancji psychoaktywnej, są nazywane namiastkami tabak. Zwykło się mówić w ten sposób głównie o produktach wykonywanych z ziół, płatków kwiatów, ale też o specjalnie przygotowanej mieszance glukozy z mentolem.

## Zakazy religijne
Niektóre wspólnoty religijne (np. Świadkowie Jehowy czy Kościół Adwentystów Dnia Siódmego) są zobowiązane do wystrzegania się zażywania tabaki.